# Provinzial
La Provinzial è una società finanziaria ed assicurativa tedesca divisa in tre filiali: la Provinzial NordWest, la Provinzial Rheinland con sede a Düsseldorf, la Provinzial Hannover (con sede appunto ad Hannover). L'area di attività si estende tra la Renania Settentrionale-Vestfalia, la Renania-Palatinato, lo Schleswig-Holstein, il Meclemburgo-Pomerania Anteriore e Amburgo. Il gruppo impiega oltre 5700 persone (2021), ha totale di 1334 agenzie ed è uno dei dieci maggiori gruppi tedeschi.
La Provinzial NordWest s'è formata a seguito della fusione tra Provinzial Nord con sede a Kiel e Westfälische Provinzial con sede a Münster.
La Provinzial, in Germania, è famosa anche nella pallamano: è sponsor della squadra di Flensburgo e di una delle più forti squadre europee di tale sport, il THW Kiel.

## Storia
Provinzial Holding è nato dalla fusione tra Provinzial NordWest e Provinzial Rheinland. La fusione è passata in giudicato il 31 agosto 2020 con l'iscrizione nel registro di commercio con effetto retroattivo dal 1° gennaio 2020. Il gruppo di società risultante dalla fusione è guidato dall'ex Provinzial NordWest Holding, che il 1° settembre 2020 è stata rinominata Provinzial Holding.
A seguito della fusione di Provinzial NordWest e Provinzial Rheinland, nel 2021 i due maggiori assicuratori del ramo danni e infortuni del Gruppo, Provinzial Rheinland Versicherung e Westfälische Provinzial Versicherung, si sono fusi per formare Provinzial Versicherung. Il gruppo comprende altri assicuratori di proprietà: Provinzial Nord Brandkasse, Lippische Landesbrandversicherung (LLB) e Hamburger Feuerkasse (HFK). Fondata nel 1676, HFK è considerata la più antica compagnia assicurativa del mondo.

## Struttura aziendale
Il Gruppo è guidato da Wolfgang Breuer in qualità di Presidente del Consiglio di Amministrazione. Altri membri del consiglio di amministrazione sono il vicepresidente Patric Fedlmeier, Sabine Krummenerl, Guido Schaefers e Ulrich Scholten.
I proprietari di Provinzial Holding sono l'Associazione delle Casse di Risparmio della Vestfalia-Lippe (SVWL), il Landschaftsverband Westfalen-Lippe, l'Associazione delle Casse di Risparmio e dei Giri dello Schleswig-Holstein (SGVSH) e la Provinzial Rheinland Holding AöR, i cui garanti sono le Casse di Risparmio e le Associazioni dei Giri della Renania e della Renania-Palatinato e l'Associazione Regionale della Renania. In occasione della fusione di Provinzial NordWest e Provinzial Rheinland, l'Associazione delle Casse di Risparmio della Germania dell'Est ha lasciato la cerchia dei proprietari. La società madre è Provinzial Holding Aktiengesellschaft, con sede a Münster. Provinzial Asset Management GmbH (fino alla fusione nel 2020 Provinzial NordWest Asset Management GmbH), con sede a Münster e stabile organizzazione a Düsseldorf, è il gestore patrimoniale istituzionale del Gruppo.
Con la Provinzial NordWest Lebensversicherung Aktiengesellschaft e la Provinzial Rheinland Lebensversicherung Aktiengesellschaft, due compagnie di assicurazione sulla vita appartengono al gruppo. Sotto l'egida della holding di gestione, le principali compagnie di assicurazione svolgono l'attività assicurativa composita, mentre tutte le principali compagnie di assicurazione sono società interamente controllate da Provinzial Holding.